# Cagny (Somme)
Cagny és un municipi francès, situat al departament del Somme i a la regió dels Alts de França. L'any 1999 tenia 1.400 habitants.

## Situació
Cagny es troba al sud d'Amiens i és part de la seva zona urbana. Limita amb la mateixa Amiens i amb la comuna de Longueau.

## Administració
Cagny forma part del cantó d'Amiens 5, que al seu torn forma part de l'arrondissement d'Amiens. L'alcalde de la ciutat és Marcel Boinet (2001-2008).

## Història
Cagny-la-Garenne va ser una regió molt poblada durant el Paleolític, sobretot per la cultura acheuliana. Aquesta zona rica en guix i sílex va ser arranjada com a població, situada en una posició privilegiada pel seu desnivell i una àmplia vista de la vall.

## Llocs d'interès
El bosc de la Garenne amaga un jaciment arqueològic mundialment conegut, tan important com el de Saint-Acheul.